# Tenth (marca)
Tenth es una marca de ropa deportiva, perteneciente a la multinacional española Sport Street. Se creó en 1989 y tiene su sede en Madrid (España). Cuenta actualmente con 7 tiendas físicas repartidas en 6 localidades españolas, además de una tienda online con distribución a toda Europa. 

## Historia
El lanzamiento de Tenth como marca tuvo lugar el año 1989. Surge como parte de Sport Street (1987), multinacional presidida por Alfonso Tejero.
La marca comenzó a comercializarse en exclusiva en tiendas deportivas del grupo, que estaban representadas bajo la marca Décimas que, junto a Tenth y Polinesia, completan todas las desarrolladas por Sport Street.  Con la apertura de nuevas tiendas en Europa a partir de 2014, la marca Tenth también comenzó a venderse fuera de España.
La primera tienda física independiente de Tenth se inaugura en 2020. Actualmente la marca deportiva se comercializa en 7 tiendas físicas de las ciudades españolas de Granada, Vigo, Barcelona, Valencia, Gran Canaria, Madrid y Badajoz.   
Desde 2023 también está disponible en toda Europa a través de una tienda online oficial propia.
El sector comercial de Tenth se enmarca en la distribución de prendas, zapatillas y accesorios deportivos para hombre, mujer, niño y niña.  Entre los locales específicos de Tenth y los pertenecientes a Décimas, en los que también están presentes sus productos, la marca está disponible en más de 300 tiendas repartidas por todo el territorio nacional.